# Суккулово (Дюртюлинський район)
Сукку́лово (рос. Суккулово, башк. Һыуыҡҡул) — село у складі Дюртюлинського району Башкортостану, Росія. Адміністративний центр Суккуловської сільської ради.
Населення — 825 осіб (2010; 794 у 2002).
Національний склад:
- башкири — 54 %
- татари — 40 %